# Старий міст (Гродно)
Старий міст — автомобільний і пішохідний міст через Німан в Гродно, Білорусь. Є найстарішим мостом в місті. Розташований в створі вулиць Мостової і Горнової.

## Історія
Перший великий дерев'яний міст в Гродно через річку Німан був побудований ще в першій половині XVI століття. Саме тоді, за часів великого князя литовського Стефана Баторія, він був зображений на гравюрі М. Цюндта, за малюнками Адельгаузера 1568 року. Пізніше, під час однієї з середньовічних воєн, міст в Гродно був зруйнований.
Більш ніж три століття в Гродно не вдавалося спорудити великий міст через Німан. У 1875 році почалися підготовчі роботи з будівництва металевого моста через Німан, був розроблений проект, а також розпочато виготовлення конструкцій і елементів металевого моста.
У 1908 році був побудований металевий міст, довжиною 194,6 м і шириною 22м . Міст був названий  'Петровсько-Миколаївським' .
Під час Першої світової війни, в 1915 році, міст був підірваний снайперами російської армії, що вели бої з австро-угорськими військами. У 1935 році міст був відновлений під керівництвом інженера Б.Пероцького.
У 1944 році міст був підірваний німецькими військами, які намагалися затримати звільнення міста радянськими військами. 30 жовтня 1949 року було відкрито рух по відновленому мосту  .
До відкриття в 1971 р Румлевского моста Старий міст був єдиним автодорожнім міським мостом .
16 січня 2008 року Старий міст був закритий на реконструкцію. Після реконструкції пропускна спроможність мосту склала 3 тисячі транспортних одиниць на годину.